# John Gimbel
John Gimbel (* 25. Januar 1922; † 16. Juli 1992 in Arcata, California) war ein US-amerikanischer Historiker und Hochschullehrer.

## Leben und Wirken
John Gimbel studierte Geschichte und Germanistik am Luther College in Decorah (Iowa) und erwarb hier 1949 den Bachelorgrad. Es folgte 1951 der Magistergrad an der University of Iowa. Ab 1954 hielt er sich als Stipendiat des Fulbright-Programms an der Universität Marburg/L. auf und promovierte 1956 zum Ph.D. an der University of Oregon. Im Laufe seiner akademischen Karriere unterrichtete er am o. g. Luther College, der University of Oregon, der University of Maryland, der University of Alberta und University of Saskatchewan, der Indiana University und der Universität Düsseldorf. Zuletzt lehrte er als Professor an der Humboldt State University in Kalifornien.
Gimbel beschäftigte sich vor allem mit der Geschichte und Entwicklung der amerikanischen Besatzungszone in Deutschland nach 1945, der Entstehung des Marshall Plans und der Nachkriegssituation in Marburg/Lahn. Zwei seiner Bücher wurden ins Deutsche übersetzt, etliche seiner Fachaufsätze erschienen in deutscher Sprache.
Von seiner Heimatuniversität (Luther College) erhielt Gimbel die Ehrendoktorwürde.

## Veröffentlichungen (Auswahl)
Monographien
- A German community under American occupation. Marburg 1945–52 (= Stanford studies in history, economics, and political science, Bd. 21). Stanford University Press, Stanford, Calif. 1961 (dt. Übers. u.d.T.: Eine deutsche Stadt unter amerikanischer Besatzung. Marburg 1945–1952. Kiepenheuer & Witsch, Köln 1964).
- The American occupation of Germany. Politics and the military, 1945–1949. Stanford University Press, Stanford, Calif. 1968 (dt. Übers. u.d.T.: Amerikanische Besatzungspolitik in Deutschland 1945–1949. Fischer, Frankfurt/M. 1971, ISBN 3-10-026101-1.)
- The origins of the Marshall plan. Stanford University Press, Stanford, Calif. 1976, ISBN 0-8047-0903-3.
- Science, technology and reparations. Exploitation and plunder in postwar Germany. Stanford University Press, Stanford, Calif. 1990, ISBN 0-8047-1761-3.

Aufsätze
- American denazification and German local politics, 1945–1949. A case study in Marburg. In: American political science review, Bd. 54 (1960), S. 83–105.
- The artificial revolution in Germany. A case study. In: Political science quarterly, Bd. 76 (1961/62), S. 88–104.
- The origins of the Institut für Zeitgeschichte. Scholarship, politics, and the American occupation 1945–1949. In: The American historical review, Bd. 70 (1964/65), S. 714–731.
- Die Bedeutung der Besatzungszeit 1945–1949. In: Aus Politik und Zeitgeschichte, Bd. 15 (1965), H. 18, S. 47–53.
- American Military Government and the education of a new German leadership. In: Political science quarterly, Bd. 83 (1968), S. 248–267.
- Die Konferenzen der deutschen Ministerpräsidenten 1945–1949. In: Aus Politik und Zeitgeschichte, Jg. 21 (1971), H. 31, S. 3–28.
- Byrnes' Stuttgarter Rede und die amerikanische Nachkriegspolitik in Deutschland. In: Vierteljahreshefte für Zeitgeschichte, Bd. 20 (1972), S. 39–62.
- On the implementation of the Potsdam Agreement. An essay on U.S. postwar German policy. In: Political science quarterly, Bd. 87 (1972), S. 242–269.
- Die Vereinigten Staaten, Frankreich, und der amerikanische Verfassungsentwurf zur Entmilitarisierung Deutschlands. Eine Studie über Legendenbildung im Kalten Krieg. In: Vierteljahreshefte für Zeitgeschichte, Bd. 22 (1974), S. 258–286.
- Byrnes und die Bizone. Eine amerikanische Entscheidung zur Teilung Deutschlands? In: Wolfgang Benz (Hrsg.): Aspekte deutscher Außenpolitik im 20. Jahrhundert. Deutsche Verlagsanstalt, Stuttgart 1976, S. 193–210, ISBN 3-421-01783-2.
- Cold war historians and the occupation of Germany. In: Hans A. Schmitt (Hrsg.): U.S. occupation in Europe after World War II. The Regents Press of Kansas, Lawrence, Kan. 1978, S. 86–102, ISBN 0-7006-0178-3.
- Marburg nach dem Zusammenbruch des NS-Regimes. In: Marburger Geschichte. Rückblick auf die Stadtgeschichte in Einzelbeiträgen. Magistrat Marburg 1980, S. 655–676, ISBN 3-9800490-0-0.
- Was die Marburger von der Besetzung dachten. In: Marburger Almanach, Jg. 1980, S. 120–129.
- Administrative Konflikte in der amerikanischen Deutschlandpolitik. In: Josef Foschepoth (Hrsg.): Kalter Krieg und deutsche Frage. Deutschland im Widerstreit der Mächte 1945–1952 (= Veröffentlichungen des Deutschen Historischen Instituts London, Bd. 16). Vandenhoeck & Ruprecht, Göttingen 1985, S. 111–128, ISBN 3-525-36300-1.
- U.S. policy and German scientists. The early cold war. In: Political science quarterly, Bd. 101 (1986), S. 433–451.
- Deutsche Wissenschaftler in britschem Gewahrsam. Ein Erfahrungsbericht aus dem Jahre 1946 über das Lager Wimbledon. Dokumentation. In: Vierteljahreshefte für Zeitgeschichte, Bd. 38 (1990), S. 459–583.
- Project Paperclip. German Scientists, American policy, and the Cold War. In: Diplomatic history, Bd. 14 (1990), S. 343–365.
- The American exploitation of German technical know-how after World War II. In: Political science quarterly, Bd. 105 (1990), S. 295–309.
- Die Entstehung des Marshall-Plans. In: Hans-Jürgen Schröder (Hrsg.): Marshallplan und deutscher Wiederaufstieg. Steiner, Stuttgart 1990, S. 11–21, ISBN 3-515-05761-7.m